# Betrachtungen eines Unpolitischen

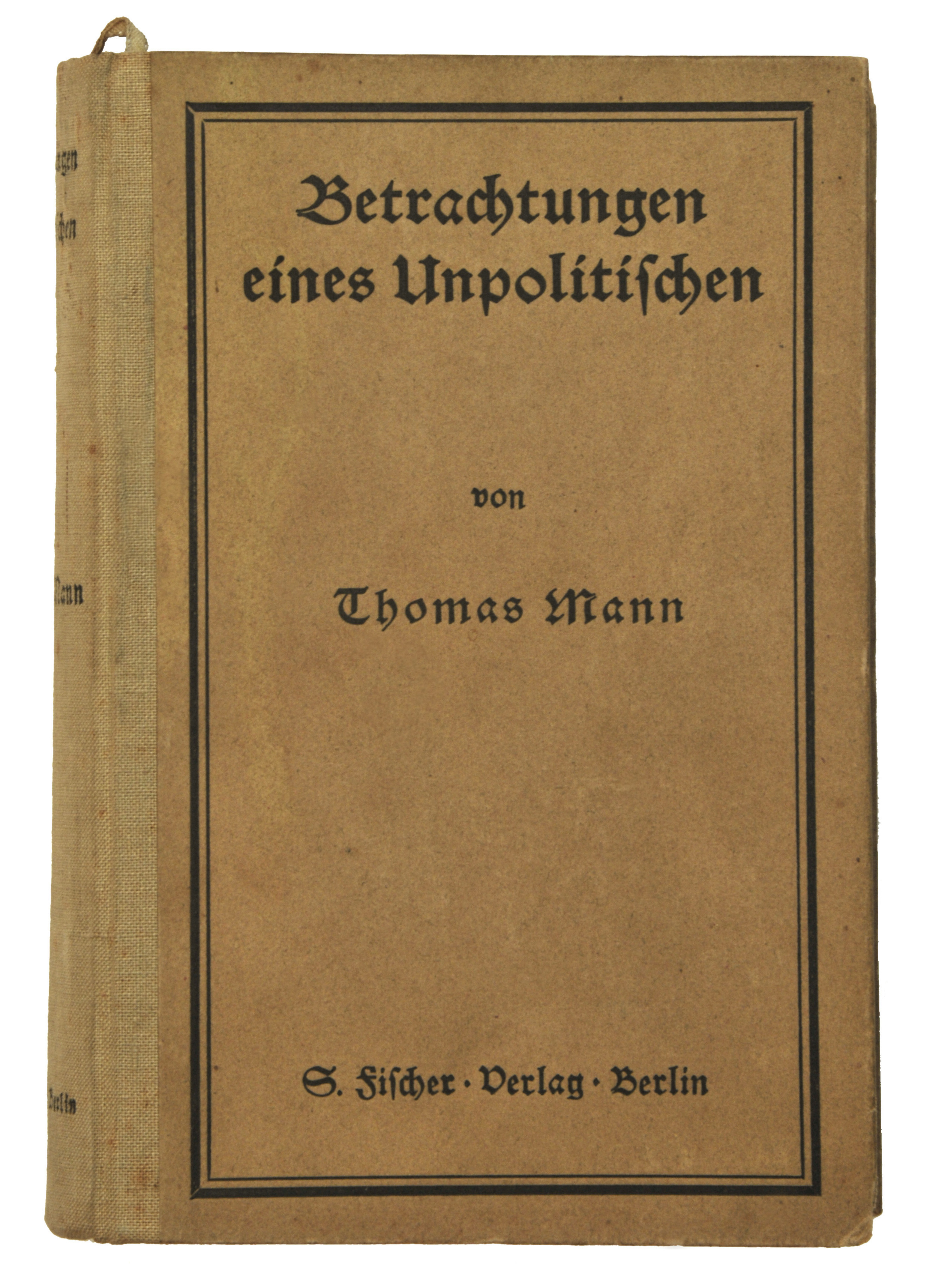
Erstausgabe 1918

Die Betrachtungen eines Unpolitischen schrieb Thomas Mann von 1915 bis 1918. Er unterstützte, anders als sein Bruder Heinrich Mann, die Kriegspolitik der deutschen Reichsführung im Ersten Weltkrieg. Das fast 600 Seiten umfassende, teilweise polemisch formulierte Buch diente zur Rechtfertigung und Abgrenzung seiner politischen Haltung von der seines Bruders. Es wurde von Vertretern der Konservativen Revolution aufgegriffen, vor allem die geistesgeschichtlichen Betrachtungen darin, in denen Thomas Mann versuchte, den westlich-demokratischen Ideen der Kriegsgegner Frankreich und Großbritannien einen Deutschen Sonderweg entgegenzusetzen. Thomas Mann konstruierte zu diesem Zweck einen Gegensatz der Begriffe Zivilisation und Kultur.

## Entstehung
Thomas Mann stand – wie viele seiner Schriftstellerkollegen – der Kriegspolitik der deutschen Reichsregierung im Ersten Weltkrieg positiv gegenüber. In drei Essays, die er nach Kriegsausbruch verfasste – Gedanken im Kriege (August/September 1914), Friedrich und die große Koalition (September bis Dezember 1914) und Gedanken zum Kriege (Juli 1915) – verteidigte er die deutsche Kriegsführung und speziell den deutschen Überfall auf das neutrale Belgien, den er mit dem preußischen Überfall auf das neutrale Sachsen im Siebenjährigen Krieg 1756 verglich. Heinrich Mann reagierte darauf mit einem Essay über Émile Zola, der im Herbst 1915 in René Schickeles pazifistischer Zeitschrift Die Weißen Blätter erschien. Dieser Essay enthielt aggressive Seitenhiebe auf den nicht namentlich genannten Bruder sowie die zentrale Aussage: „Geist ist Tat, die für den Menschen geschieht; – und so sei der Politiker Geist, und der Geistige handle!“
Thomas Mann unterbrach daraufhin seine Arbeit am Roman Der Zauberberg. Seit Oktober 1915 schrieb er an den Betrachtungen eines Unpolitischen, in denen er immer wieder auf „den Zivilisationsliteraten“ als feindliche Figur einging – den namentlich nicht genannten älteren Bruder. Bis Januar 1916 entstanden die ersten drei noch kurzen Kapitel. Die zweite Arbeitsphase dauerte von April 1916 bis 1918, zum Waffenstillstand Ende 1918 lag das gedruckte Buch vor.
In den Betrachtungen eines Unpolitischen stellte Thomas Mann Überlegungen an, „die eine Revision meiner persönlichen Grundlagen mit allerlei Aktuellem, Zeitkritischem auf recht gewagte Weise verquicken“. Diese „Verquickung“ zieht sich durch das ganze Werk. Kommentare zur aktuellen Politik bleiben selten und versuchen nur, die Angriffe und Vorwürfe des „Zivilisationsliteraten“ (Heinrich Mann) aus seiner patriotischen Grundhaltung zurückzuweisen. Fragen der Tagespolitik, zu denen er sich äußert, sind: Eine Reform des preußischen Dreiklassenwahlrechts, die er ablehnt, obwohl er glaubt, dass sie unvermeidlich sei, oder der Einmarsch der deutschen Truppen in Belgien, den er ebenso wie die Versenkung der Lusitania und den uneingeschränkten U-Boot-Krieg verteidigt. Ein zentraler Aspekt des Werks ist der Versuch, den geistesgeschichtlich-historischen deutschen Sonderweg zu erklären und ein „Deutschtum“ zu begründen, das mit den demokratischen Grundsätzen Frankreichs, Englands und der USA unvereinbar sei.
Dass Thomas Manns Wahrnehmung der politischen und historischen Wirklichkeit vorwiegend durch Literatur geprägt wird, zeigt sich auch in seiner Fähigkeit, Begründungen für seine Ideen in der Literatur zu finden und zu zitieren, um seine Thesen zu untermauern. Bestätigt sieht sich Mann vor allem durch die Werke Nietzsches, daneben Dostojewskis und Goethes. Weitere Autoren, die oft zitiert werden, sind Wagner und Schopenhauer, auch die nationalistischen und antisemitischen Autoren Julius Langbehn und Paul de Lagarde, die im Kaiserreich viel gelesen und beachtet wurden, und aus der russischen Literatur Tolstoi und Turgenew.

## Inhalt
Das erste Kapitel, „Vorrede“ genannt und der Entstehung nach das letzte, ist eine Reflexion über das in drei Jahren geschriebene Werk. Er nennt den Hauptgrund, warum er das riesige Werk geschrieben habe: „Die Einsicht, aus der es erwuchs, die seine Herstellung als unumgänglich erscheinen ließ, war vor allem die, dass jedes Werk sonst intellektuell wäre überlastet worden“. Gemeint ist der Zauberberg. Die Thematik der folgenden Kapitel des Buches wird kurz erläutert. Thomas Mann erkennt, dass er entgegen seiner Absicht und dem Titel dennoch ein sehr politisches Buch verfasst hat. Den grundlegenden geistigen Konflikt, den er behandeln will und den er für die Ursache des Weltkriegs hält, formuliert er wie folgt:
„Der Unterschied von Geist und Politik enthält den von Kultur und Zivilisation, von Seele und Gesellschaft, von Freiheit und Stimmrecht, von Kunst und Literatur; und Deutschtum, das ist Kultur, Seele, Freiheit, Kunst und nicht Zivilisation, Gesellschaft, Stimmrecht, Literatur.“
Dabei bekennt er sich „unumstößlich“ zu der Verschwörungstheorie, wonach „das internationale Illuminatentum, die Freimaurer-Weltloge“ den „Krieg der ‚Zivilisation‘ gegen Deutschland“ nicht nur geistig vorbereitet, sondern auch wirklich entfesselt habe. In den drei folgenden sehr kurzen Kapiteln Der Protest, Das unliterarische Land und Der Zivilisationsliterat beruft er sich auf Dostojewski. Wie dieser bezeichnet er Deutschland als das Land, das immer gegen die römisch-katholische, westliche und literarische Welt protestiert habe. Luther habe, wie er mehrmals betont, diesem Protest den „gewaltigste(n) Ausdruck“ gegeben. Der westlichen Zivilisation habe Deutschland als unliterarisches Land nur seinen eigensinnigen besonderen Willen entgegenstellen können, denn es habe kein Wort, es sei nicht „wortliebend und wortgläubig“. Entsprechend seiner These: „In Deutschlands Seele werden die geistigen Gegensätze Europas ausgetragen“ sei es das Ziel des Zivilisationsliteraten, gegen das innere Wesen Deutschlands hier die Ideale der Demokratie und westlichen Zivilisation durchzusetzen.
Die Bedeutung des „Dreigestirns“ Schopenhauer, Wagner und Nietzsche legt Thomas Mann im Kapitel Einkehr dar und zeigt ihren Einfluss auf sein bisheriges Werk. Ihre, zum Teil sich widersprechenden Aussagen, deutet er in einer „Generalrevision“ entsprechend den neuen Bedingungen in seinem Sinne. Dabei baut er Nietzsche in sein aktuelles Freund-Feind-Schema wie folgt ein: »Die ungeheure Männlichkeit seiner Seele, sein Antifeminismus, Antidemokratismus, - was wäre deutscher? Was wäre deutscher als seine Verachtung der „modernen Ideen“, der „Ideen des achtzehnten Jahrhunderts“, der „französischen Ideen“, auf deren englischen Ursprung er besteht: die Franzosen, sagt er, seien nur ihre Affen, Schauspieler, Soldaten gewesen...«
Im Kapitel Bürgerlichkeit versucht er Künstlertum und Bürgertum zu verbinden. Ein weiteres Thema dieses Kapitels ist Bürgerlichkeit und Politik. Er selber sei wie der deutsche Bürger unpolitisch und national. Die Revolution von 1848 betrachtet er nicht als Aufstand für Demokratie, sondern als eine „nationale Sturmflut“ der gleichen Art wie im August 1914. Er beruft sich auf eine monarchistische Rede, die Wagner 1848 in Dresden gehalten habe, »worin er sich als glühender Anhänger des Königtums, als Verächter alles Konstitutionalismus bekannte und Deutschland beschwor, die „fremdartigen, undeutschen Begriffe“, nämlich den westlichen Demokratismus zum Teufel zu jagen und das einzig heilwirkende altgermanische Verhältnis zwischen dem absoluten König und dem freien Volk wiederherzustellen: denn ... frei sei das Volk nur, wenn Einer herrsche, nicht wenn Viele herrschen.« Von Schopenhauer zitiert er zustimmend eine Rechtfertigung der Monarchie: Da die große Mehrheit des Volkes „höchst egoistisch, ungerecht, rücksichtslos, lügenhaft, mitunter sogar boshaft und dabei mit sehr dürftiger Intelligenz ausgestattet“ sei, brauche es einen Monarchen über sich, der über dem Gesetz steht.
Gegen Recht und Wahrheit ist eine Abrechnung mit seinem Bruder Heinrich Mann und Romain Rolland, die beide von Kriegsbeginn an auf der Seite der Pazifisten stehen. Gegen sie verteidigt Thomas Mann ausführlich und sehr polemisch seine Kriegsaufsätze.
Das Kapitel Politik ist das mit Abstand längste. Zunächst definiert er Politik als das Gegenteil von Ästhetizismus und nennt als Beispiele für Ästheten Schiller, Flaubert, Schopenhauer, Tolstoi und Strindberg. Ästhetizismus bedeutet, dass „alles bloß Gesagte bedingt und angreifbar ist, so absolut und apodiktisch es auch im Augenblick“ empfunden wird und dass „das Geistige, das Intellektuelle niemals ganz ernst“ genommen wird. Dennoch sieht er die Demokratie überall auf der Welt sich durchsetzen, auch in Deutschland. Mit Nietzsche meint er zwar, dass durch Bismarcks Reichseinigung Deutschland politisiert und nationalisiert worden sei. Eine weitere Demokratisierung der Staatsverfassung auf Grund der Opfer des Volkes im Kriege lehnt er ab. Dazwischen eingestreut ist eine maßlose Polemik gegen die Psychologie Sigmund Freuds: »Aber Psychologie ist ja das Billigste und Gemeinste. Es gibt nichts Irdisches, worin sich nicht durch „psychologische Analyse“ Erdenschmutz entdecken und isolieren ließe ... Man sage mir doch, welchen Nutzen Psychologie je auf Erden gestiftet hat! Hat sie der Kunst genützt? Dem Leben? Der „Würde des Menschen“? Nie. Nützlich sein kann sie einzig dem Haß...«
Im Kapitel Von der Tugend wendet sich Mann gegen den „dünkelhaften“ Gebrauch von Schlagwörtern wie Freiheit, Gerechtigkeit oder Wahrheit, die der Zivilisationsliterat allein für tugendhaft halte.
Unter der Überschrift Einiges über Menschlichkeit preist Thomas Mann das Leiden, die Demut, das Dienen und den Gehorsam. Menschlichkeit bedeutet für ihn das Wissen um die „Schwäche, Ratlosigkeit und Erbärmlichkeit“ des Menschen, wogegen der Politiker versuche, „das Leben um allen Ernst, alle Würde, alles Schwere und Verantwortlichkeit zu bringen“, wenn er beispielsweise gegen die Todesstrafe opponiere. Den Krieg lobt er als „Veredelung“ und „Verfeinerung“ des Menschen angesichts des Todes.
Im Abschnitt Vom Glauben stellt er einen weiteren Gegensatz dar: den Glauben des Zivilisationsliteraten gegen den Zweifel des Bürgers. Das bürgerliche Zeitalter habe mit dem Zweifel an dem autoritären christlichen Mittelalter begonnen. Der wahre Glaube sei nicht der Glaube an irgendwelche Grundsätze, Worte und Ideen wie Freiheit, Gleichheit, Demokratie, Zivilisation und Fortschritt, sondern der Glaube an Gott, d. h. der Glaube an die Liebe, an das Leben und die Kunst.
Das Kapitel Ästhetizistische Politik erweitert den unter Politik bereits erörterten Gegensatz vom Politiker und Ästheten. Er bezeichnet den politischen Künstler auch als Ästheten, weil es sich hierbei um Künstlertum handle, wenn auch ein falsches, „halbes, intellektuelles, gewolltes und künstliches“. Ein solcher Künstler verlange, dass die Kunst politische Folgen haben müsse, was ihm aber nur ein Mittel zum Zwecke seines Erfolges sei. Im Grunde wisse auch der politische Künstler, dass Meinungen im Künstlerischen nichts gelten, er ziehe sich deshalb im Zweifelsfalle mit seiner Politik hinter die Kunst zurück.
Schließlich verteidigt Thomas Mann im letzten Kapitel Ironie und Radikalismus sein eigenes von Ironie geprägtes Schaffen gegen die sentimentale und intellektuelle Kunst des Zivilisationsliteraten. Die hier entwickelten Vorstellungen von Ästhetik bleiben für Thomas Manns gesamtes Schaffen gültig, auch als er die polemische Verherrlichung des Krieges überwunden hatte.

## Reflexionen überTonio KrögerundBuddenbrooks
Im Kapitel Bürgerlichkeit ordnet Thomas Mann seine Werke Tonio Kröger und Buddenbrooks folgendermaßen ein, dabei eine Lobrede von Georg Lukács zitierend: „Wenn ‚Tonio Kröger‘ ins Modern-Problematische fortgewandelter ‚Immensee‘ ist, eine Synthese aus Intellektualismus und Stimmung, aus Nietzsche und Storm, wie ich sagte, so spricht Lukács in jener Studie es aus, dass im Falle von ‚Buddenbrooks‘ späte Bewußtheit ... die Monumentalisierung jener Verfallsstimmung ermöglichte, welche Storms bürgerliche Welt umgibt. Ethik, Bürgerlichkeit, Verfall; das gehört zusammen, das ist eins. Gehört nicht auch die Musik dazu? Ich erinnere mich wohl, mit welchen Worten, mündlicher Überlieferung zufolge, Stefan George meine ‚Buddenbrooks‘ abgelehnt hat: ‚Nein‘ sagte er, ‚das ist für mich nichts. Das ist noch Musik und Verfall.‘ Noch! Späte, ja verspätete Bürgerlichkeit machte mich zum Verfallsanalytiker; und jene ‚ethische Luft‘, der moralische Pessimismus (mit Musik), den ich von Schopenhauer und Wagner empfangen zu haben angab, er war es vielmehr, was ich bei diesen europäischen Deutschen als mein Selbst und Eigen vorfand...“

## Die „konservative Revolution“
Die Betrachtungen eines Unpolitischen lassen sich einer geistesgeschichtlichen Strömung zuordnen, die Konservative Revolution genannt wird. Nach der Niederlage im Ersten Weltkrieg und dem Zusammenbruch der Monarchie war vielen Intellektuellen die Idee gemeinsam, dass nur durch etwas revolutionär Neues die alten konservativen Ideale, die oft aus der Romantik und deren Abwehr gegen die französische Revolution herrührten, bewahrt werden könnten. Einig war man sich in der Ablehnung der Weimarer Republik.
Thomas Mann zählt bis zu seiner Rede Von deutscher Republik auch zu den Anhängern dieser „konservativen Revolution“. Er verwandte sogar diese Formel als einer der ersten, ebenso den Begriff „drittes Reich“ (bereits Ende 1912 im Essay Zu Fiorenza). In den Betrachtungen spricht er vom zukünftigen Volksstaat, den es zu verwirklichen gelte, der jenseits der westlichen Demokratie und des damit verbundenen Kapitalismus und jenseits des Sozialismus, wie er sich in Russland zu entwickeln im Begriff war, stehe. Mit den Betrachtungen will er die Sonderstellung Deutschlands zwischen Ost und West beweisen, es finden sich daher mehrmals Gedanken von „deutscher Mitte“.
Im Umkreis der konservativen Revolution wirkten die Betrachtungen – wenn auch nur am Rande – weiter fort. So bezog sich Georg Quabbe ausdrücklich auf das Werk und empfahl es den Deutschnationalen zur Lektüre. Wegen seiner Betrachtungen und seiner Kriegsaufsätze zählten viele Deutschnationale Thomas Mann zu den Ihren und reagierten 1922 enttäuscht auf seinen Sinneswandel.

## Kritik
Der Historiker Christian Graf von Krockow schätzt die Rolle des Werks wie folgt ein, wobei er es mit ähnlichen Äußerungen des Philosophen Max Wundt vergleicht:
„In anderer und besserer Sprache, aber mindestens ebenso einprägsam hat Thomas Mann den deutschen Sonderweg beschworen, als er in seinen «Betrachtungen eines Unpolitischen» schrieb: «Ich will nicht Politik. Ich will Sachlichkeit, Ordnung, Anstand... Ich bekenne mich tief überzeugt, ... daß der vielverschriene deutsche  ‚Obrigkeitsstaat‘ die dem deutschen Volk angemessene, zukömmliche und von ihm im Grunde gewollte Staatsform ist und bleibt...»“
Später greift Krockow Manns Lob des wilhelminischen Obrigkeitsstaates noch einmal auf und stellt sie in eine historische Linie:
„Mit der zunehmenden «Verjunkerung der Bourgeoisie», der Einpassung des Bürgers in den Obrigkeitsstaat gelangte man überdies dazu, die Not zur Tugend zu stilisieren, so wie Thomas Mann sie als «machtgeschützte Innerlichkeit» auf den Begriff gebracht und in seinen «Betrachtungen eines Unpolitischen» verklärt hat.“

## Ausgaben
- Betrachtungen eines Unpolitischen. S. Fischer, Berlin 1918; erste Neuauflage 1920.
- Betrachtungen eines Unpolitischen. Mit einer Einleitung von Erika Mann. Fassung der Erstausgabe von 1918 (Stockholmer Gesamtausgabe. Band 11). S. Fischer, Frankfurt am Main 1956.
- Betrachtungen eines Unpolitischen (Politische Schriften und Reden. Band 1). S. Fischer, Frankfurt am Main / Hamburg 1968.
- Betrachtungen eines Unpolitischen. Nachwort von Hanno Helbling (Frankfurter Ausgabe). S. Fischer, Frankfurt 1983 (Nachdruck 2001).
- Betrachtungen eines Unpolitischen. Mit einem Vorwort von Hanno Helbling. Fischer-Taschenbuch-Verlag, Frankfurt am Main 2001 (4. Aufl. 2009).
- Betrachtungen eines Unpolitischen (Große kommentierte Frankfurter Ausgabe. Werke, Briefe, Tagebücher), Bd. 13. S. Fischer, Frankfurt am Main 2009.
  - Teilband 1: Textband. Hrsg. und textkritisch durchgesehen von Hermann Kurzke. S. Fischer, Frankfurt am Main 2009.
  - Teilband 2: Kommentar. Von Hermann Kurzke. S. Fischer, Frankfurt am Main 2009.

## Übersetzungen
- Considerazioni di un impolitico. Presentazione, traduzione e note di Marianello Marianelli. De Donato Editore, Bari 1967.
- Considérations d'un apolitique. Trad. par Louise Servicen et Jeanne Neujac. Introd. de Jacques Brenner. Grasset, Paris 1975.
- Consideraciones de un apolítico. Trad. por León Mames. Grijalbo, Barcelona 1978.
- Reflections of a nonpolitical man. Translated, with an introduction, by Walter D. Morris. Ungar, New York 1983.
- En opolitisk mans betraktelser. Übersetzung von Per Landin und Urban Lindström, Bokförlaget Atlantis, Stockholm 2012.

## Sekundärliteratur
- Michael Ansel (Hrsg.): Die Erfindung des Schriftstellers Thomas Mann. De Gruyter, Berlin 2009.
- Thomas Assheuer: Krieg veredelt den Menschen. Alles nur ein Spiel mit Worten? Thomas Manns berüchtigte „Betrachtungen eines Unpolitischen“ in einer Neuausgabe. In: Die Zeit. Nr. 10, 4. März 2010, S. 44 (zeit.de).
- Helmut Koopmann: Thomas Mann – Heinrich Mann. Die ungleichen Brüder. Beck, München 2005. ISBN 3-406-52730-2, (Kurzfassung auf literaturkritik.de)
- Michael Vollmer: Wider die Mésalliance. Das Rußlandbild Thomas Manns in den „Betrachtungen eines Unpolitischen“. Lit-Verlag, Berlin [u. a.] 2009.
- Michael Vollmer: Die Macht der Bilder. Thomas Mann und der erste Weltkrieg. be.bra Verlag, Berlin 2014.